# Туран (міське селище)
38°55′39″ пн. ш. 66°59′46″ сх. д. / 38.92750° пн. ш. 66.99611° сх. д.
Туран (узб. Turon, Турон) — міське селище в Узбекистані, в Яккабазькому районі Кашкадар'їнської області.
Статус міського селища з 2009 року.